# ウルフ・WR1
ウルフ・WR1 (Wolf WR1) は、ウォルター・ウルフ・レーシングが1977年のF1世界選手権参戦用に開発したフォーミュラ1カー。1978年にはセオドールにも供給された。

## 概要

### 誕生
1975年に財政難に陥っていたウィリアムズに出資していたウォルター・ウルフは、翌年ウルフ・ウィリアムズ・レーシングと言う名称で参加したものの成績不振で、来季へのテコ入れのためにフランク・ウィリアムズを放逐し、ロータスから引き抜いたピーター・ウォーをリーダーとするウォルター・ウルフ・レーシングに生まれ変わった。こうして、1977年にデビューする運びとなったウォルター・ウルフ・レーシングの新マシンとして誕生したのが、1976年にウィリアムズに在籍していたハーベイ・ポスルスウェイト博士らにより開発されたウルフ・WR1である。
なお、開発主任であるポスルスウェイトであるが、開発時のウルフのメンバーであったパトリック・ヘッド曰く『彼自身がWR1の設計図を描いた訳ではない』と述べている。そのため、設計者と言うより設計のまとめ役と言った方が正確と思われる。

### 特徴
1977年に新たに結成されたウォルター・ウルフ・レーシングの新マシンは、ポスルスウェイトが以前在籍したヘスケスで製作した308をベースとし、コスワースDFVとヒューランドのギアボックスを組み合わせた典型的キットカーで、当時の最先端素材であるケブラーをカウルの材料にしたこと以外は、同年デビューしたロータス・78と比べ革新的要素は極めて少ない保守的設計が特徴であった。なお、WR2以降は高速サーキットに対応するため若干ホイールベースが伸ばされており、後にオリジナル版であったWR1も同等の仕様に改装されている。
シャーシの名前はWR1からWR9まであるが、このうちWR2、WR3、WR4はWR1と基本的に同一である。1978年用マシンはWR5となる。

### 戦績
ウルフ・WR1を引っ提げアルゼンチングランプリに参戦したウォルター・ウルフ・レーシングは、ジョディ・シェクターの手によりF1世界選手権では3度目となるデビュー戦勝利チームの栄誉を得ることとなった。その後も、燃料系のトラブルによる7度のリタイアに泣かされたものの、通算3勝を挙げドライバーズランキング2位・コンストラクターズランキング4位という大戦果を挙げることとなった。
翌年、新車であるウルフ・WR5に置き換わって以降はスペアカーになったものの、余剰となったWR3とWR4を購入したセオドールの手によりイギリスで開催された国内選手権で活躍。1980年4月に行われたブランズ・ハッチ戦では、デジレ・ウィルソンが中古車同士のレースであるもののF-1レースでは唯一の女性ドライバーによる勝利を達成している。

### プラモデル
これだけの戦果を挙げたマシンと言う事もあり、WR1は日本のプラモデル会社であるタミヤの手によりプラモデル化される事となった。実は、ロータス加入前のピーター・ウォーは模型店を営んでおり、現タミヤ会長である田宮俊作とはその頃からの親交があった。なお、タミヤの代名詞的存在である2つの星と日の丸の組み合わせたデザインとなった二人の友好の証のステッカーが日本グランプリのために作られたが、このステッカーはタミヤのオリジナルグッズとして今でも発売されている。

## スペック
- タイヤ グッドイヤー
- ギヤボックス ヒューランドFG400 5速マニュアル
- エンジン コスワースDFV
- 気筒数・角度 V型8気筒・90度
- スパークプラグ チャンピオン
- 燃料・潤滑油 カストロール、フィナ

## 使用シャーシ

### ウォルター・ウルフ・レーシング
- WR1
  - 1977年第1戦-第4戦,第6戦,第8戦,第10戦,第14戦,第16戦
  - 1978年第2戦-第3戦,第5戦-第6戦,第16戦
- WR2
  - 1977年第5戦,第11戦,第13戦,第15戦
- WR3
  - 1977年第7戦,第9戦,第12戦,第17戦
  - 1978年第4戦
- WR4
  - 1978年第1戦

### セオドール
- WR3
  - 1978年第12戦
- WR4
  - 1978年第11戦,第13戦,第14戦(DNPQ)

## 記録
- 年間3勝 1PP（1977年）
- コンストラクターズランキング4位獲得。
- ドライバーズランキング2位（ジョディ・シェクター）3勝 1PP